# Lockheed XB-30
Lockheed XB-30 – projekt ciężkiego bombowca który powstał w zakładach Lockheeda jako odpowiedź na zamówienie USAAF na "very heavy bomber" (bardzo ciężki bombowiec) – w wyniku tego zamówienia powstały dwa inne ciężkie bombowce Boeing B-29 Superfortress i Consolidated B-32 Dominator. Projekt nigdy nie wyszedł poza pierwszą fazę, wykonano tylko pierwsze rysunki i pomniejszony model tego samolotu, niemniej doświadczenie zdobyte przez Lockheeda w początkowej fazie projektu zaowocowało w późniejszym czasie dwoma innymi samolotami Lockheed Constellation i jego wojskową wersją Lockheed C-69 Constellation.

## Dane taktyczno-techniczne (proponowane)
- obciążenie powierzchni nośnej: 255kg /m²